# Keller House (Washington)
Das Keller House ist ein historischer Bungalow in Colville und steht im Stevens County im US-Bundesstaat Washington in den Vereinigten Staaten. Es hat die Adresse 700 North Wynne Street.

## Geschichte
Im Jahr 1910 baute Louis Keller, ein kanadischer Bergarbeiter, das dreistöckige Gebäude für sich und seine Frau Anna. Die Architektur ist im American-Craftsman-Stil gehalten. Es wurde 1912 durch ein Feuer zerstört, anschließend jedoch neu errichtet. Das Haus, der Schalungsbau sowie der Garten sind heute Teil eines fast 3 ha großen City Parks, der noch weitere historisch relevante Gebäude beherbergt.
Das Gebäude wurde am 18. April 1979 mit der Nummer 79002559 im National Register of Historic Places aufgenommen.
Heute dient der Bungalow dem Keller Heritage Center, das unter anderem ein Museum an selber Stelle unterhält.